# Лайхтер, Ян
Ян Лайхтер (чеш. Jan Laichter; 28 декабря 1858, Добрушка, Богемия, Австрийская империя — 31 октября 1946, Прага) — чешский писатель

, поэт, издатель, книготорговец, предприниматель.

## Биография
Брат писателя Иосифа Лайхтера.
С 1882 года работал в издательстве и книжном магазине Отто. В 1893 году вместе с Томашем Масариком основал литературное обозрение «Naše doba». В 1894 году опубликовал первый том «Naše doba» в виде книги. В 1896 году основал собственное издательство «Ян Лайхтер», действовавшее до 1949 года, известного прежде всего изданием философской, социологической, экономической и юридической литературы. В 1900/1910 г.г. опубликовал первые 11 томов «Чешской мысли». В 1911 году решил начать издание «Чешская история», комплексного изложения чешской истории, вышедшие монографии должны были заменить и переработать «Историю» Палацкого (после закрытия издательства «Ян Лайхтер» Чехословацкая академия наук опубликовала ещё несколько томов этого издания). В 1931 году вышло известное издание «Философская библиотека».
Долгое время был председателем Союза чехословацких книготорговцев и издателей.

## Избранные произведения

### Проза
- Будущее (1913)
- В разгар восстания (1938)

### Мемуары
- Жизнь и творчество: воспоминания и размышления (1935)
- Отрывки из воспоминаний (1948)

### Поэзия
- Лист (Золотая Прага 1885)